# Lomanoxia chacocola
Lomanoxia chacocola är en skalbaggsart som beskrevs av Jan Krikken 1972. Lomanoxia chacocola ingår i släktet Lomanoxia och familjen Aphodiidae. Inga underarter finns listade i Catalogue of Life.